# کارولا آندینگ
کارولا آندینگ (انگلیسی: Carola Anding؛ زادهٔ ۲۹ دسامبر ۱۹۶۰) اسکی‌باز صحرانوردی اهل آلمان بود که در اوایل دهه ۸۰ میلادی رقابت می‌کرد. او برنده مدال طلا در مسابقه ۵ × ۴ کیلومتر در بازی‌های المپیک زمستانی ۱۹۸۰ می‌باشد. همچنین در مسابقات جام جهانی اسکی ۱۹۸۲ مدال برنز را کسب کرد.